# Mormyrus rume
Mormyrus rume es una especie de pez elefante eléctrico en la familia Mormyridae presente en las cuencas de los ríos Gambia, Senegal, Níger, Volta, Chad, Bandama, Sassandra, Comoé, Mono, Ouémé, Ogun y Culufi, entre otros.
Esta especie contiene las siguientes subespecies:
- Mormyrus rume proboscirostris (Boulenger, 1898) que puede alcanzar un tamaño aproximado de 60 mm.;[4]
- Mormyrus rume rume (Valenciennes, 1847) que puede alcanzar un tamaño aproximado de 100 mm..[5]